# コー・ケー

コー・ケー遺跡群の主要部概略図

コー・ケー（クメール語: កោះកេរ, ラテン文字転写: Koh Ker）は、カンボジアのプリアヴィヒア州にある考古遺跡群。アンコール朝期に建てられ、一時的に首都とされた。当時の古クメール語による名称はチョック・ガルギャー。サンスクリットの名称はリンガプラ。2023年にユネスコ (UNESCO) の世界遺産に登録された。

## 概要
10世紀前半、アンコール時代（9世紀初頭-15世紀前半）の王ジャヤーヴァルマン4世（在位921〈928〉-941年）によってチョック・ガルギャー（チョック・ガルギャール、Chok Gargyar〈Ch’ok Gargyar〉）が建てられた。チョック・ガルギャーの「チョック」は「池」の意で、「ガルギャー」はクメール語で「コーキー (Koki)」という木（タキアン、学名 Hopea odorata）とされ、「コーキー（タキアン）の木立」（英: the grove of Hopea odorata）を意味するともいわれる。コー・ケーの名称は、この古代名のガルギャーに由来するものと考えられる。また、サンスクリットによるリンガプラ (Lingapura) は、「リンガの都市」（英: the city of linga〈プラは「都市」の意〉）すなわち神シヴァの本拠を意味する。
コー・ケーの新都は、それまでの都（都城）であったヤショーダラプラ（アンコール地域）の北東約100キロメートルに位置する。ジャヤーヴァルマン4世とその子ハルシャヴァルマン2世（在位941-944年）の治世までは王都であったが、944年に従兄弟（いとこ）のラージェンドラヴァルマン2世（在位944-968年）に王位を奪われ、10世紀半ばに再びヤショーダラプラの地に都が戻された。
ジャヤーヴァルマン4世のコー・ケーにおける統治約20年のうちに、巨大な貯水池（バライ）とともに都城が造成されていった。バライ周辺に多くの寺院が点在するなど、60基ほどの建造物が認められる。中心複合寺院プラサット・トム (Prasat Thom) の西側にコー・ケーを象徴する高さ35メートルの7段ピラミッド型寺院プラサット・プラン (Prasat Prang〈プラ・プラン、Pr. Prang〉、プラン、英: The Prang) がある。かつて頂部には金色の大リンガが屹立したといわれる。また、プラサット・リンガ (Prasat Linga) と呼ばれる寺院など巨石リンガ（リンガとヨニ、Linga-yoni）を納めた祠堂がある。

## 歴史

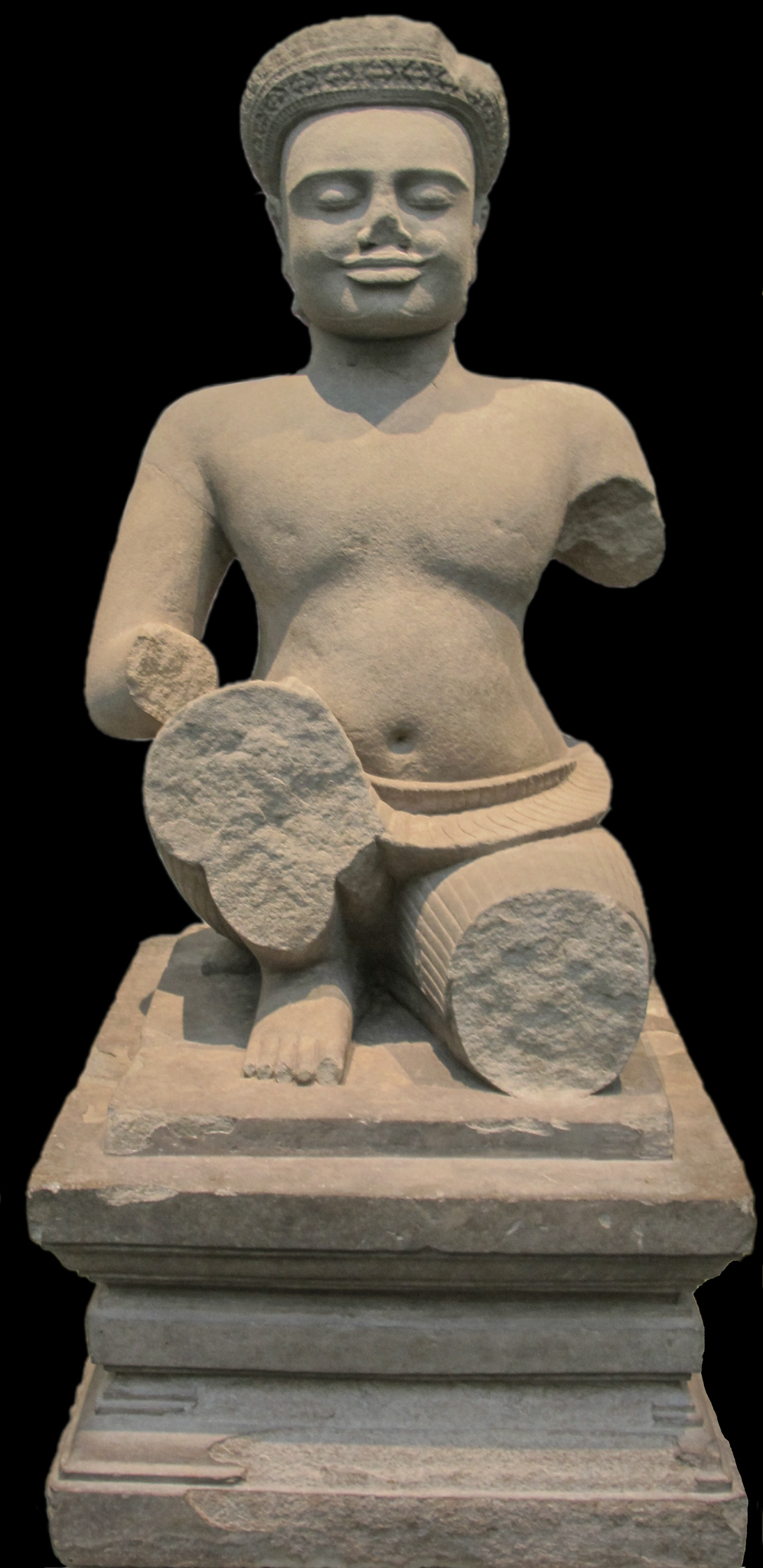
ジャヤーヴァルマン4世（王の形象）坐像（高さ1.33m、プラサット・トム第2塔門より）ギメ東洋美術館

アンコール地域に王都ヤショーダラプラを造営したヤショーヴァルマン1世（在位889-910年）が死去すると、その子のハルシャヴァルマン1世（在位910-923年〈922年頃〉）とその弟のイーシャーナヴァルマン2世（在位923〈922年頃〉-928年）が継承した。しかし921年には、おじでヤショーヴァルマン1世の義兄弟（妹の夫）のジャヤーヴァルマン4世が、コー・ケーに新都チョック・ガルギャーを造営して統治した。921年の碑文によれば、ジャヤーヴァルマン4世はヤショーダラプラの都城を出て、チョック・ガルギヤーを統治する際にデーヴァラージャ「神王のリンガ」を移したといわれる。そして一時政権は競合したが、イーシャーナヴァルマン2世が死去したことで、ジャヤーヴァルマン4世は正統な王位に就いた。
コー・ケー地域はジャヤーヴァルマン4世の出身地であったともいわれ、また、都市の存在はより時代をさかのぼるとも考えられるが、一般にジャヤーヴァルマン4世の治世の20年余りのうちに造成され、数多くの寺院や祠堂が絶大な勢力のもとに建設されたといわれる。そして921年に神王（王のリンガ）である「トリブヴァネシュヴァラ」（Tribhuvaneśvara、三界の主）がコー・ケーの新都に創設され、碑文に「三界の主の強力な本拠である都城を富裕の力で構築した」と記される。
941年頃、ジャヤーヴァルマン4世の死後、その子のハルシャヴァルマン2世が王位に就いた。碑文には1人の友とその両親の助力によって王座を得たと記され、友人とは従兄弟（母親の姉妹の子）のラージェンドラヴァルマン2世であろうといわれるが、即位後間もない944年に、ラージェンドラヴァルマン2世が王座を奪ったとされる。碑文はその王位の変遷を正当化するように、年齢にしても美徳の数からしても、新王は前王を凌いだとしている。そしてラージェンドラヴァルマン2世が新王となると、再び旧王都ヤショーダラプラのアンコール地域に都を移した。
短期の王都であったコー・ケーには未完の遺構が見られるほか、944年以降のものとしてはウダヤーディティヤヴァルマン1世（在位1001-1002年）の碑文、それにジャヤーヴァルマン7世（在位1181-1218年〈1220年〉頃）が全国102か所に設置したという「施療院」（アーロギャーシャーラ、ārogyaśāla）の1つ（プラサット・スララウ）が確認されている。その仏教徒のジャヤーヴァルマン7世の台頭によりシヴァ信仰が衰退した後、15世紀にクメール王朝が減退し、アンコールより南のプノンペンに首都が移ると、コー・ケーは忘れ去られて森林に埋もれた。

### 近代
コー・ケー再発見における最初の記載は、19世紀後半、フランス保護領時代の1873年にカンボジアを再訪・調査したルイ・ドラポルトの『カンボジア紀行: クメール建築』（1880年）に記された報告が初出となる。次いでこの調査隊に参加した海軍医ジュール・アルマンが、1876年、コー・ケーを再度訪れた報告があり、その際発見された碑文は、後にアベル・ベルゲーニュにより解読された。加えて1882年にはエティエンヌ・エーモニエが訪れ、プラサット・トム、プラサット・クラチャップ、プラサット・チェンで発見した碑文の解読により、遺構の地理的考察とともに初めてジャヤーヴァルマン4世の遷都に関わる歴史について言及した。1900年にはフランス極東学院のリュネ・ド・ラジョンキエールが探査し、『カンボジア遺跡記述目録』（全3巻、1902-1911年）に19基の遺構が記載された。
その後、コー・ケーは1923年に北東地域の遺構に着目したジョルジュ・グロリエにより調査された。翌1924年には、アンリ・パルマンティエが訪れ、以来、1935年に空中調査（航空考古学）が行われるなど、パルマンティエによるコー・ケーの詳細な研究がなされていった。そして北東地域の遺跡を考察した『クメール古典芸術』（1939年）に、コー・ケー遺跡群43基を含む詳細な情報が記載された。また、パルマンティエは北東地域の建築群を、木造の切妻屋根が石造に変換する過渡期の「混合建築」とした。これを美術的観点から、ジルベルト・ド・コーラル＝レミュザが『クメール美術』（1940年）において「コー・ケー様式」の分類に同様の要素を挙げ、1954年には、双方の整合を示す切妻破風（ペディメント）が確認されている。

### 現代
民主カンプチア（1975-1979年）による恐怖政治以降、1991年に至る長期紛争を経て、1992年よりカンボジア地雷処理センター (CMAC) によるカンボジアの地雷・不発弾の撤去作業が開始された。コー・ケーにおいても21世紀にわたり地雷の除去が進められた。
カンボジア内戦に伴う1960年代後半から1990年代後半のうちにコー・ケーは略奪に見舞われ、貴重な遺物が密売・密輸された。その後、1996年1月25日の文化遺産保護法により厳重に保護されるようになり、2004年には勅令により特別保護地区に制定され、2020年にさらなる保全対策の策定により改訂された。そして2023年9月17日、国際連合教育科学文化機関（ユネスコ、UNESCO）の世界遺産（文化遺産）に登録された。その間、2022年7月から2023年6月にかけての支援事業の一環として、世界遺産と緩衝地帯内の地雷除去作業が行われた。

## 地理

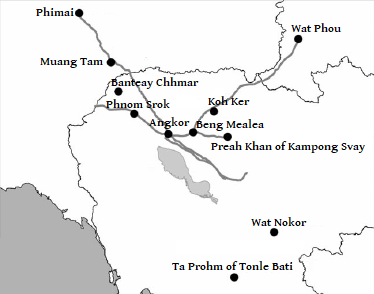
「王道」クメール古道の概略図

コー・ケーは、シェムリアップより北東約100キロメートル（直線距離90km、経路130km）にある。アンコール地域よりベン・メリアを経て、ラオスのワット・プーに向かう要衝に位置し、さらにメコン川水系とタイ東北部（イーサーン）のスリンやブリーラムを結ぶ要所となる。標高は約70メートルで、遺跡群は南から北にやや低くなる標高約60-115メートルの地域にあり、北側にクメール古道（「王道」、thnal〈盛土土手道〉）が東北東に向かって延びる。
寺院の遺構は、古道の北側に2基が認められるものの、ほとんどが古道以南の南北10-7キロメートル、東西5キロメートルの地域内にあり、とりわけ南側に多く、大型の寺院はほぼ南半分に位置する。中心寺院としてプラサット・トムが都市を象徴するシヴァに捧げられている。このプラサット・トムに加えて、三神一体であるヴィシュヌに捧げられたプラサット・チェンとブラフマーに捧げられたプラサット・バンテアイ・ピー・チュアンが三角形上に配置されている。

### 貯水池・都城跡
古都コー・ケーの巨大な貯水池（バライ）「ラハール（ラハル）」（クメール語: រហាល, ラテン文字転写: Rahal〈パーリ語で「聖なる池」の意〉）は、南北1200メートル（約1235m）、東西560メートル（約596m）の長方形で、西方向に15度（15.0-15.5度）傾く。地形により基軸を傾けて造成したといわれ、近隣の構造物もこれに準じた角度により配置されている。貯水されたバライの底部は岩盤の一部を掘削して構築されており、利水のためのラテライトによる水門の跡が認められる。
碑文により、ジャヤーヴァルマン4世の治世時代に1万人余りが居たとも推定され、また、米を租税として徴収し、地方からの労働者に供することで労働力を確保したことも知られる。中心部の都城の規模は1200×1200メートルで、同じく西に傾く正方形をなす城市壁（外周壁）の一部が未完成ながら構築されていたといわれる。しかし、その後の調査・研究により、コー・ケーに見られる直線状の構造物は都城の市壁でなく、治水による堤防であったと唱えられている。
アンドン・プレン
（クメール語: អណ្តូងប្រេង, ラテン文字転写: Andong Preng）
貯水池（バライ）ラハールの西、中心複合寺院プラサット・トムの南の中心地区に位置し、王都の「王宮」跡であるとされる。砂岩の石材により護岸が施された池ならびに木造構造物の基壇と考えられる多くのラテライトの遺構が認められるほか、瓦（瓦片、かわらぎれ）のほか土器（土器片）の分布も報告される。外郭にはラテライトが連なり、東西240メートル、南北188メートルの長方形で、反時計回りに8.5度傾く。アンドン・プレンの池は、「油の池」「幸運の泉」などの呼称が報告される。外郭内の北東部にあり、東西約56メートル (50m) 、南北約28メートル (25m) で、王室の沐浴池であったともいわれる。

### 中心複合寺院

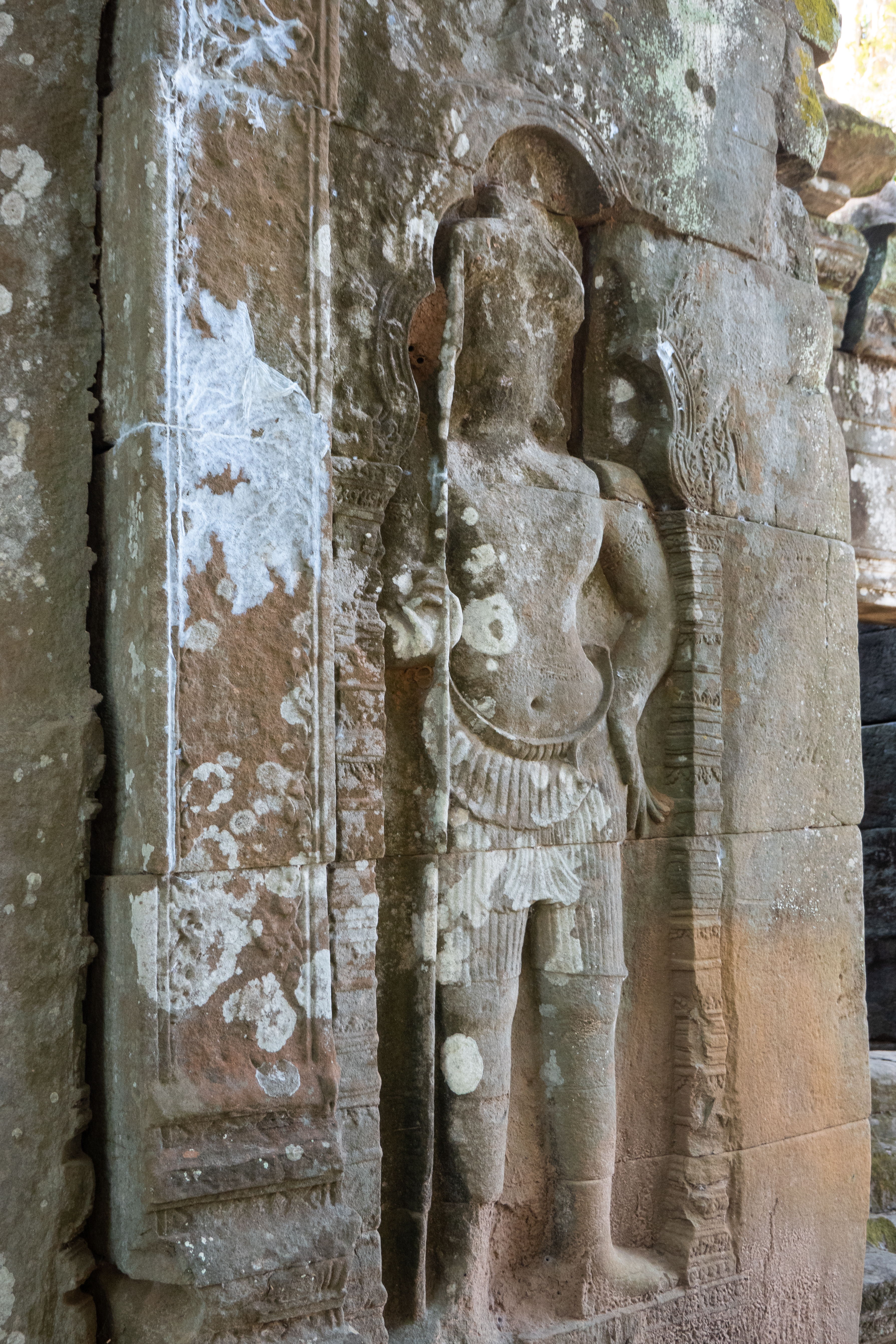
ドヴァーラパーラの浮き彫り

中心寺院は貯水池ラハールの北西に位置する。中心部となるプラサット・トム複合寺院の主軸の全長は1.17キロメートルで東西に伸び、その基軸の角度は貯水池ラハールと直角に交差するようにして反時計回りに15度（約14度) 傾く。この主軸の角度は、クメール正月（4月13日）に太陽が昇る方向と一致する。
プラサット・スロット
（クメール語: ប្រាសាទ ស្រុត, ラテン文字転写: Prasat Srot）
東西軸にある東塔門（ゴープラ）の東方約200メートル (182m〈600ft〉) に位置する南北一対の「宮殿」（フランス語: palais）と呼ばれる構造物で、かつては土手道により中心寺院に通じていた。南・北とも長方形の中庭の四方を囲むように構築されたラテライトによる建物群であり、南・北の回廊状に置かれた長方形の建物は、連子窓を備え、それぞれ左右が仕切られ3室に分かれる。貴賓の宿泊施設あるいは王の瞑想の場などと推察されるものの、本来の目的や機能は明らかでない。

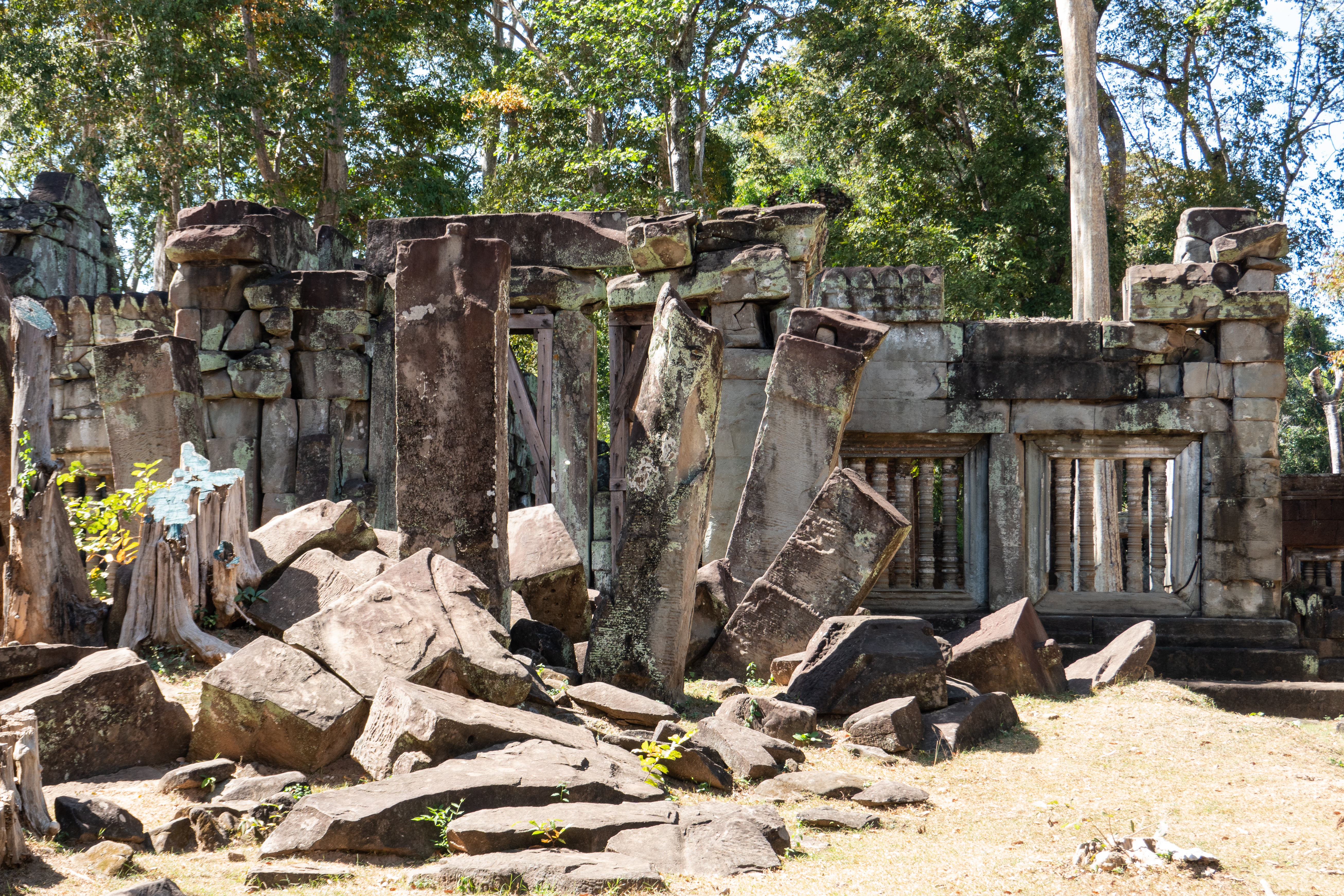
東塔門の一角

東塔門（ゴープラ、gopura IV-East）
複数の入口を備えた構造物で、かつては木造の屋根が覆った。砂岩による十字型の回廊が南北両翼におよそ70メートル伸びる。この東塔門のすぐ内側（西）に平行して砂岩製の長方形の構造物が左右に2棟並び、その後方にラテライトによる2基の塔堂（小祠堂、「経蔵」）があり、かつては神の象徴を納めたものと考えられる。

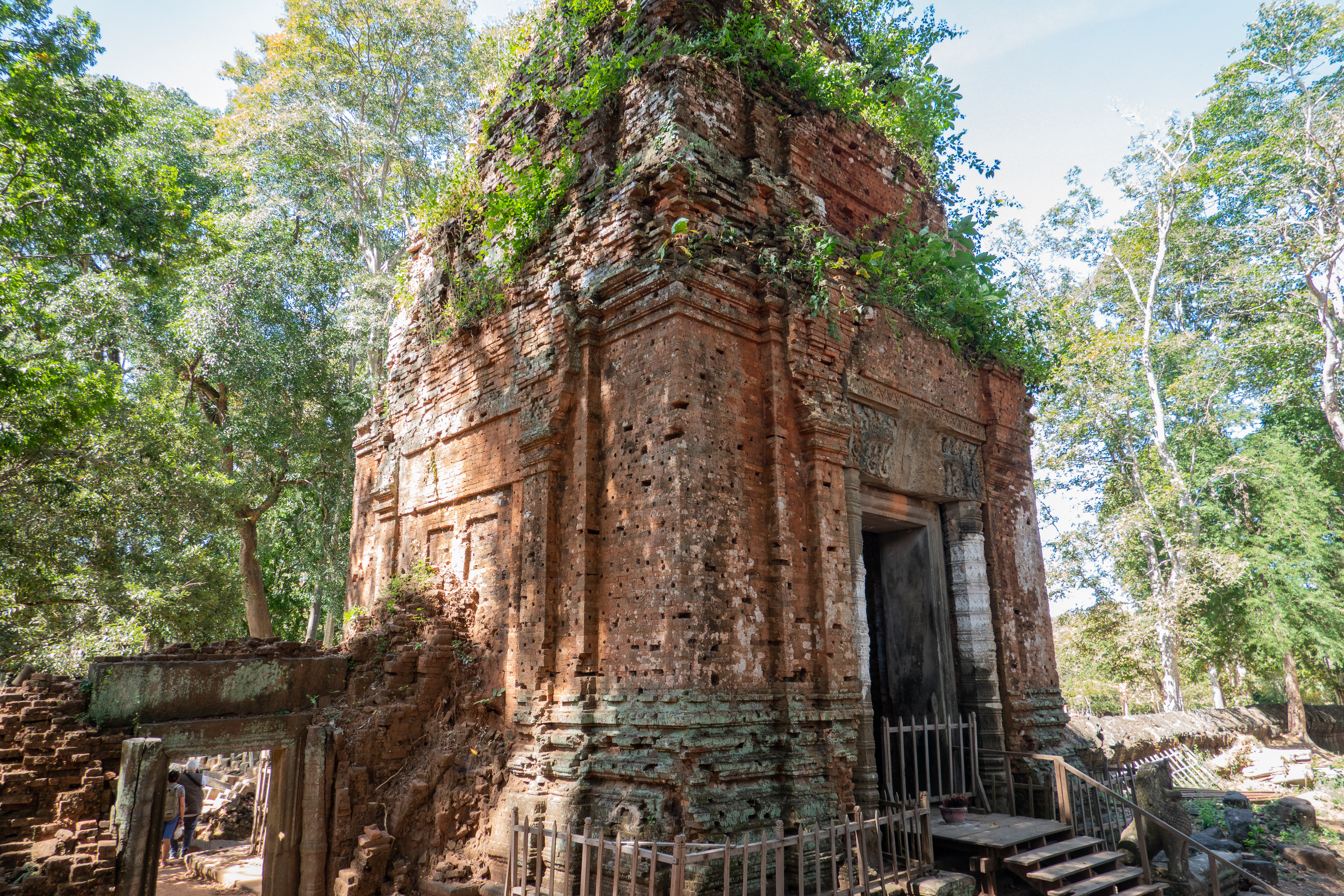
プラサット・クラハム
（クメール語: បា្រសាទក្រហម, ラテン文字転写: Prasat Kraham〈Krahom〉、塔門、gopura III-East）
複合寺院東側の外周壁（第3周壁）の遺構上に位置する。煉瓦で築かれた塔門（第3東塔門）となる祠堂で、プラサット・クラハム（「赤いプラサット」）と称される。東・西に入口があり、南・北に偽扉がある。かつては5つの頭と10本の腕をもつ「踊るシヴァ像」と呼ばれる高さ約5メートル（最大6m）、重さ7トン）の神像が安置されていた。彫像は略奪のため破壊されたが、現在、離散した断片をもとに再現が行われている。また、「踊るウマー像」がギメ東洋美術館に所蔵されている。
プラサット・トム
（クメール語: បា្រសាទធំ, ラテン文字転写: Prasat Thom）
複合寺院中心部の外周壁は、ラテライトで築かれた東西約320メートル、南北約150メートルの長方形で、東・西に接続したほぼ正方形の2区画に分かれる。東区画のプラサット・トムの外周壁（第3周壁）は、東側約149.7メートル、西側約150.9メートル、北側約163.4メートル、南側約163.2メートルとなる。東の外周壁内には環濠（かんごう）があり、東側を渡る主軸の参道（土手道）に柱廊と欄干が備えられ、ナーガとともにガルーダ像も確認された。残存したガルーダ像は1920年代に移送された後、現在、プノンペン国立博物館に保存される。
環濠に囲まれたラテライトの第2周壁は、南北約55.7メートル、東西約66.6メートルとなる。東・西には十字型の塔門（ゴープラ）があり、東の塔門 (gopura II-East) 内には、かつて死者を裁く場面を形成する彫像8体があったことが確認されている。また、西の塔門 (gopura II-West) にも同様にナンディに乗るシヴァ像やパールヴァティー像などが安置されていた。第2周壁の内側にある内周壁（第1周壁）との間には、柱廊玄関（ポルチコ）と連子窓を備えたラテライトの細長い12の建物が四方を囲むように並ぶ。
中央祠堂を囲む砂岩の低い内周壁（第1周壁）は、南北約36.3メートル、東西約44.8メートルとなる。ドヴァーラパーラの浮き彫り（レリーフ）がある東の小塔門 (gopura I-East) を経て、周壁内東側には、煉瓦の「経蔵」が左右（南・北）にあり、前方中央の長方形の拝殿（マンダパ）に続いて、南北約27.3メートル、東西約13.0メートルの中央基壇（テラス）に、煉瓦の祠堂9基（東〈前〉列5基、西〈後〉列4基）が2列に並ぶ。周囲には煉瓦の小祠堂12基がある。遺構の資材や様相などから、プラサット・トムの寺院の形態は、中央祠堂の一部を中心に段階を経て拡張されたものと考えられる。

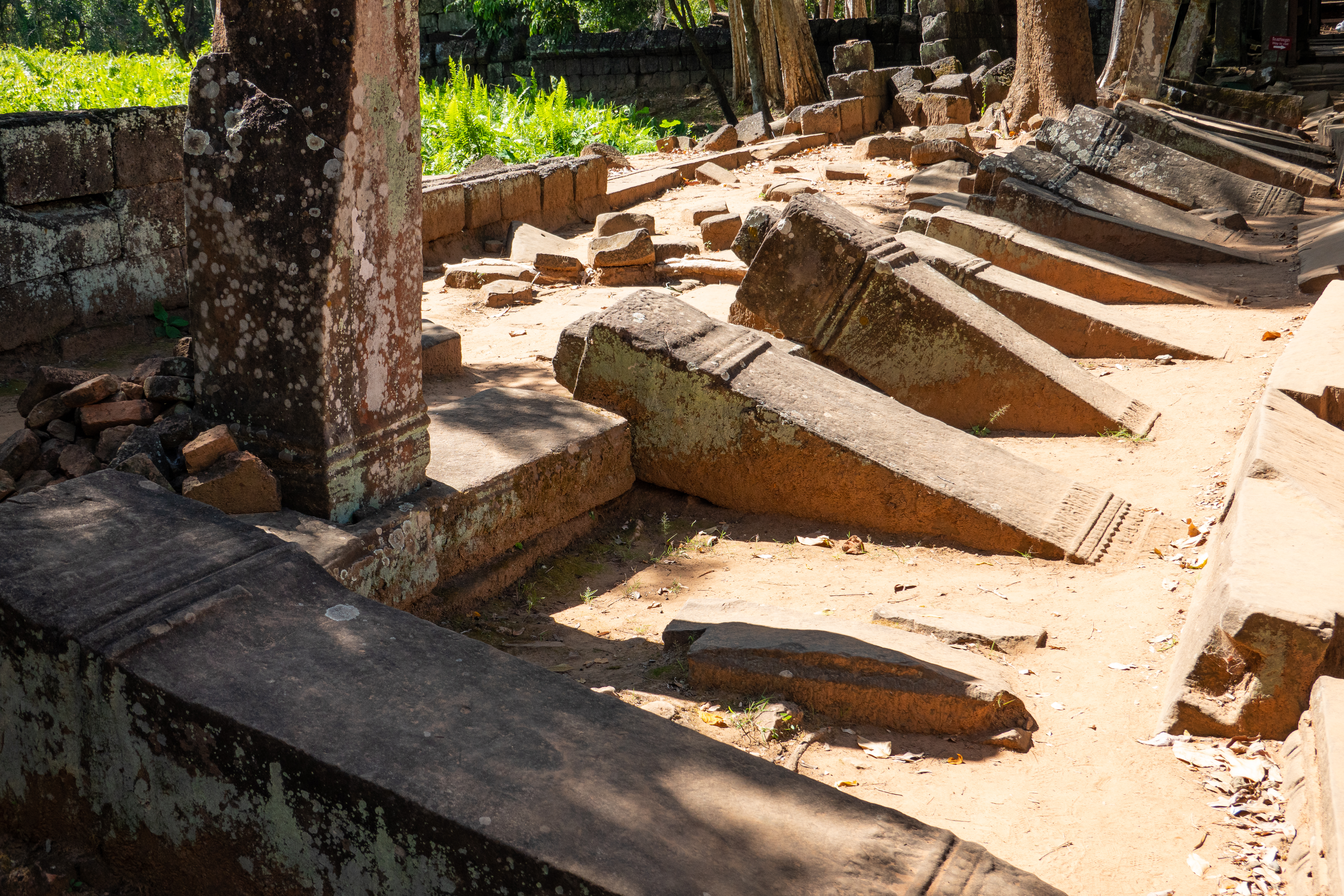
東参道の柱廊の遺構
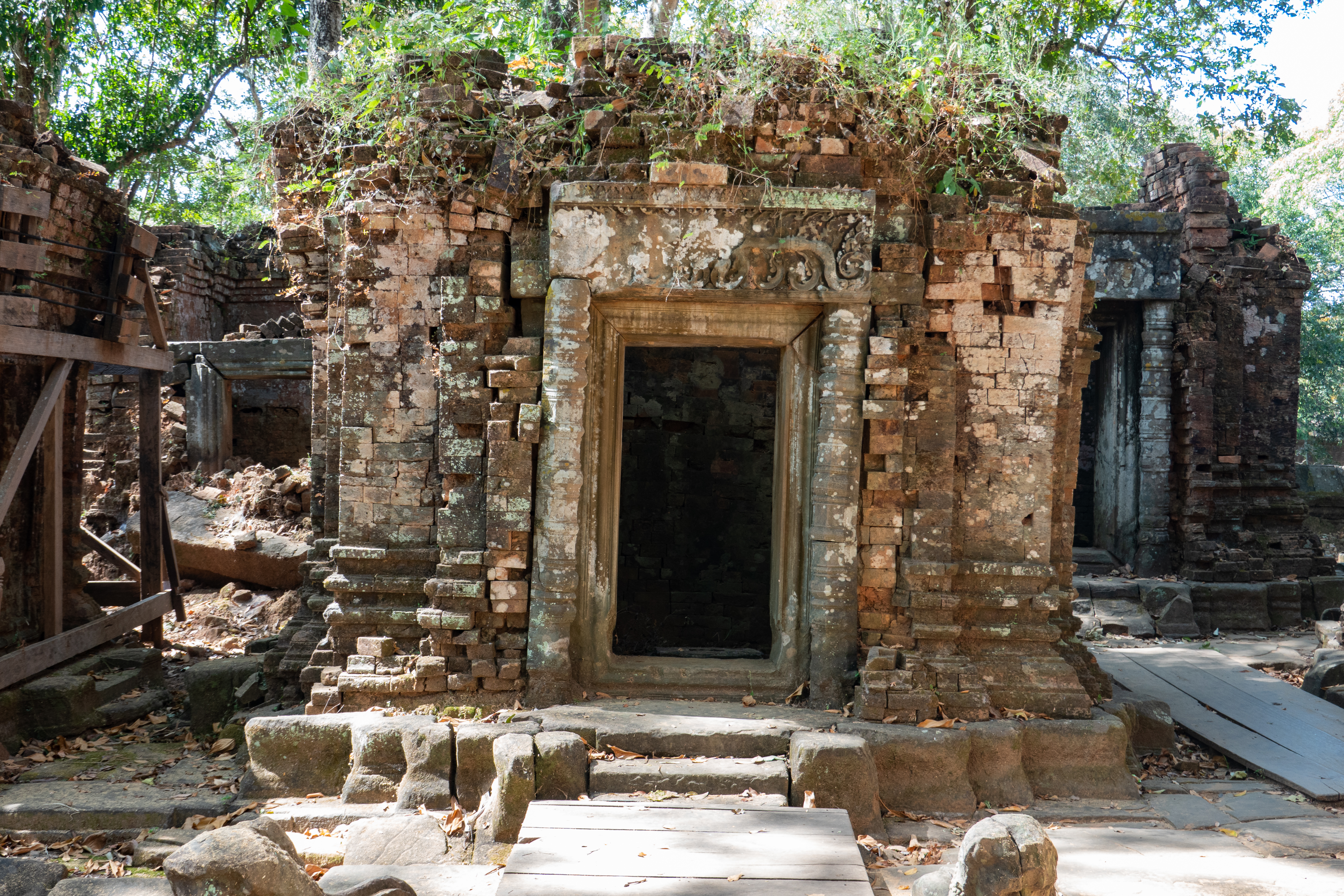
中央部の煉瓦の祠堂

プラサット・プラン

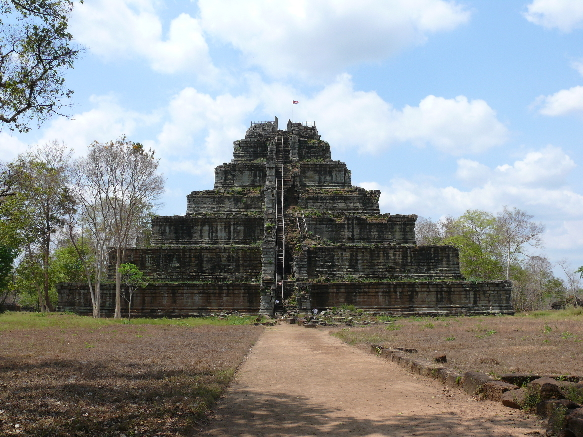
プラサット・プラン東正面

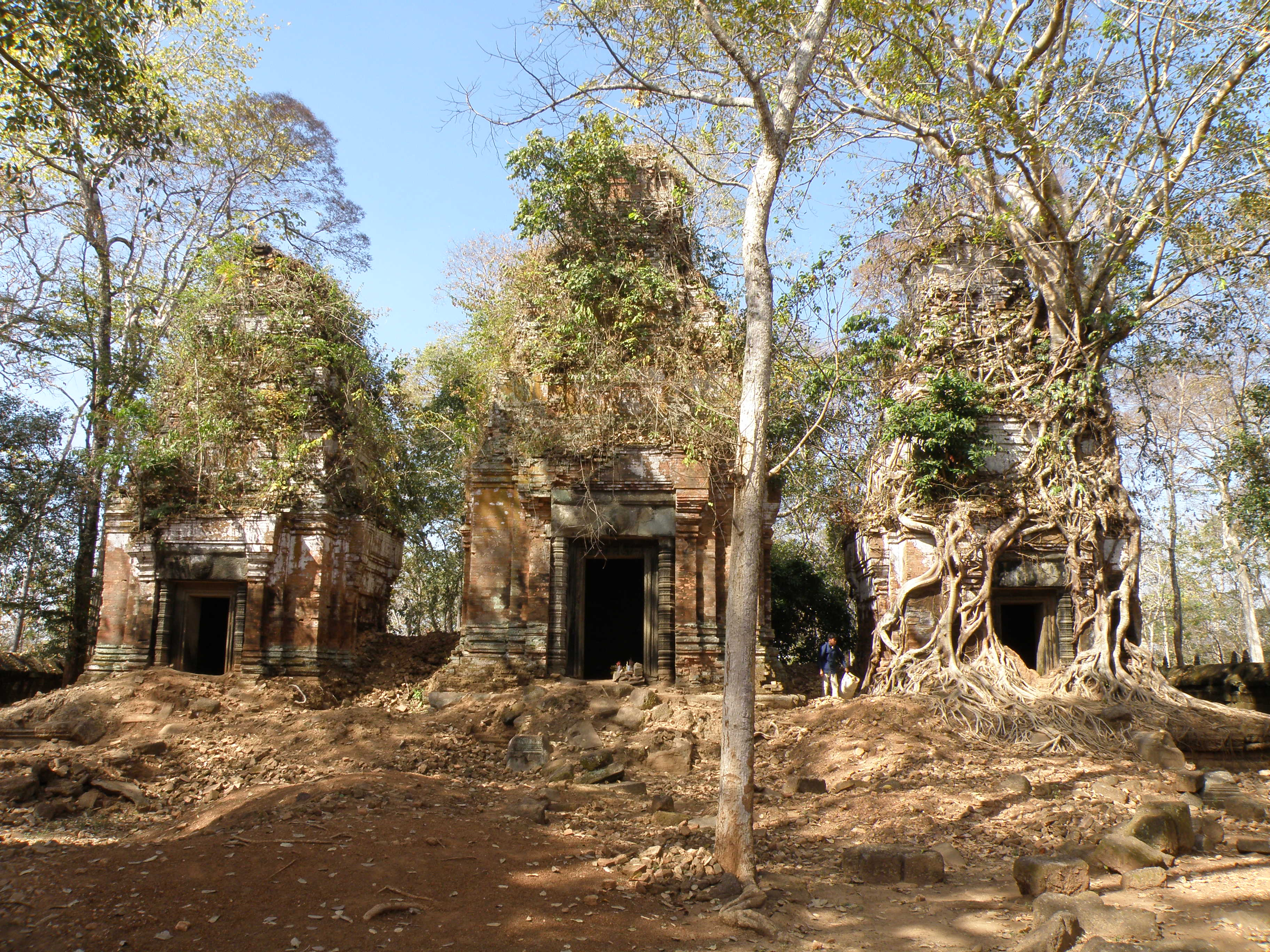
プラサット・プラム主祠堂3基

（クメール語: ប្រាសាទប្រាំង, ラテン文字転写: Prasat Prang）
プラサット・トムの外周壁（第3周壁）につながる西区画の周壁は、北側約172.8メートル、南側約173.8メートルとなり、東側約150.9メートル、西側約150.6メートルとされる。複合寺院の東西軸にある西の塔門 (gopura III-West) より分画された西側後方の主軸上に、コー・ケー最大の寺院遺跡プラサット・プランがある。この遺構の呼称とされる「プラン」は、本来固有の名称でなく、単に「寺院」の意である。造営は921-932年頃と考えられる。
一般に7段とされる巨大な階段ピラミッド状の遺構は、砂岩により形成され、高さ35メートルで、階段状の各層の高さはおよそ5メートルとなる。基座の幅約64.3メートル、初層（第1基壇）の幅約63.5メートル (62m) の四角形をなし、上部基壇（最上段）の幅は約13.5メートル (12m) である。東正面より上層部に至る階段があり、頂部には巨大なリンガを設置するための土台の遺構が認められる。
リンガやヨニはないが、頂上の祭壇部にガルーダ4体が支える台座が残存する。ジョルジュ・セデスは、大リンガ建立に関する3碑文の解読・検討により、リンガプラに建立された極めて重いリンガは高さ36メートルにあったとして、プラサット・プランに比定した。このリンガについてアンリ・パルマンティエは、高さ4.6メートル〈15ft〉、重さ24トンと推定している。また頂上のリンガは4.05メートルとも推測され、高さ30メートルにおよぶシカラを備えたといわれるが、木造の構造物に納められていたとも考えられる。
プノン・ダムレイ・ソー（Phnom Damrei Saw、「白象の墓」）
プラサット・プランの外周壁の西（後方）にある人工の小山（塚）は、ベン・メリアやコー・ケーなどの白象伝説にある「白象」の墓と伝えられるほか、土俗神ネアック・タ（ネアク・タ）信仰とのつながりも見られる。しかし、この築山の本来の目的については不明であり、臆説として初期の「プラン」であった可能性のほか、第2の「プラン」の基礎、またはジャヤーヴァルマン4世の墓の可能性などが挙げられる。

### 南部沿線寺院

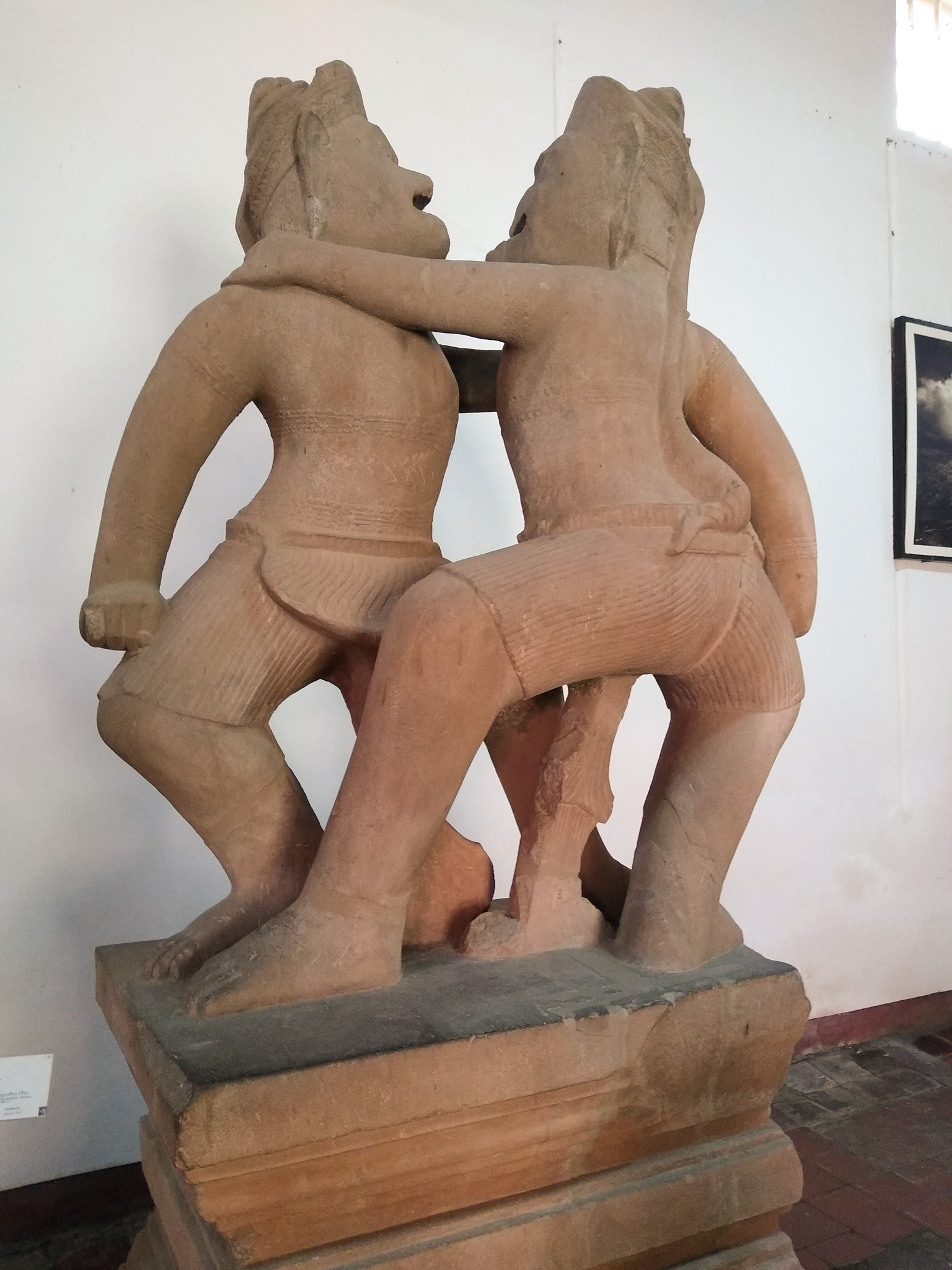
プラサット・チェンのヴァナラ王ヴァーリンとスグリーヴァ像（プノンペン国立博物館）

プラサット・プラム
（クメール語: បា្រសាទប្រាំ, ラテン文字転写: Prasat Pram〈Bram〉）
コー・ケー遺跡群の南端に位置する。プラム（クメール語: ប្រាំ〈クメール数字〉）は「5」で、3基の主祠堂と2基の経蔵が配置される。それらのうち2基には絞め殺しの木（英: Strangler fig）が巻き付いている。ラテライトの周壁に囲まれ、東西約53.6メートル、南北約41.6メートルの長方形となる。東向きで、東面のほぼ中央に十字型の塔門（ゴープラ）が備えられ、基台部が残存する。西側に煉瓦による塔状の主祠堂3基が南北に長い基壇に並んでおり、中央の祠堂がやや大きい。その東前方に「経蔵」2基が向い合うように西向きに配置される。火の祭儀を示唆する菱形の排気口が設けられている南経蔵は煉瓦による3層の塔堂で、北経蔵はラテライトによりほぼ同等に構築されるが整形に至らず未完である。建立年代は不詳ながら建築形式により10世紀前半頃とされる。

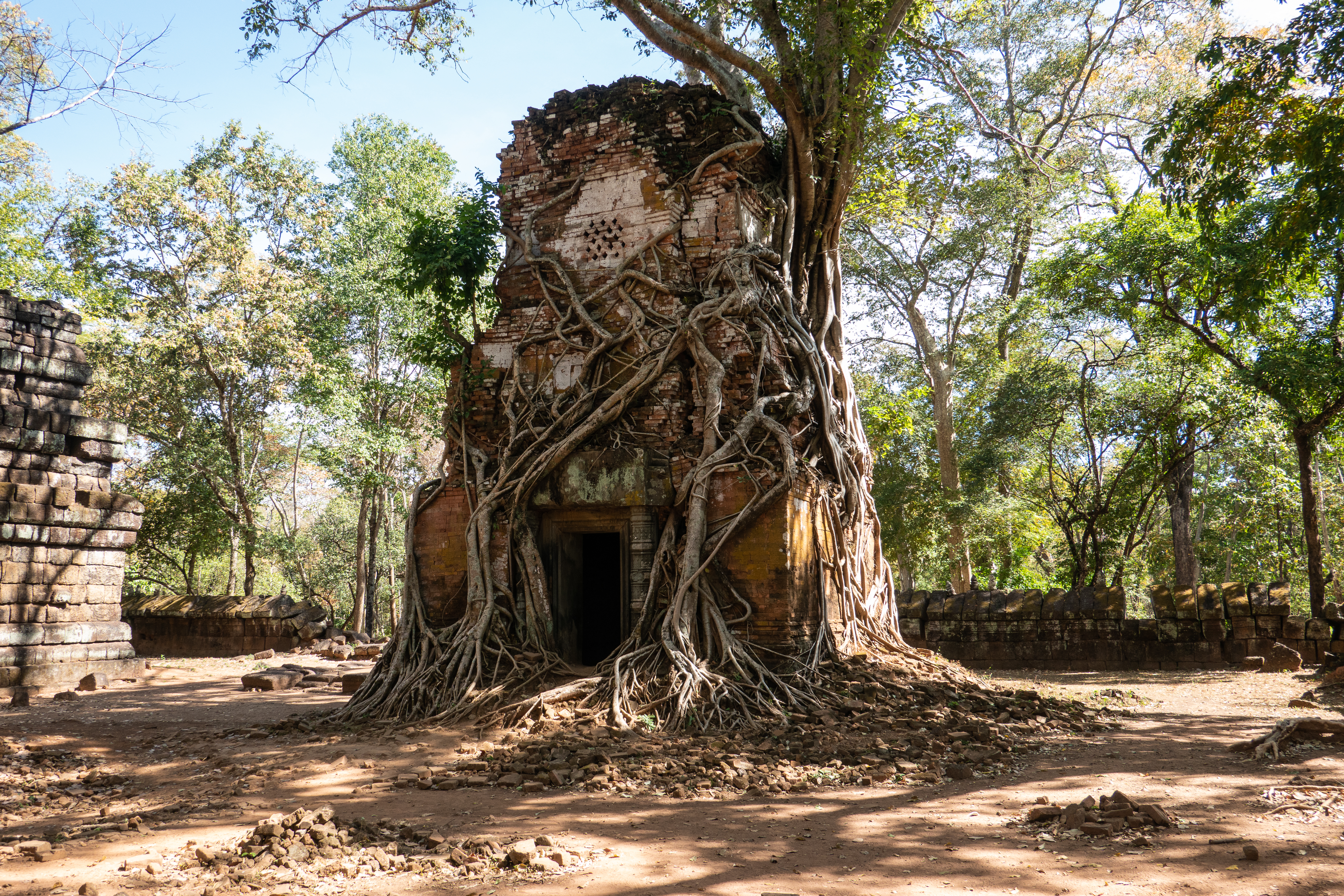
プラサット・プラム南経蔵
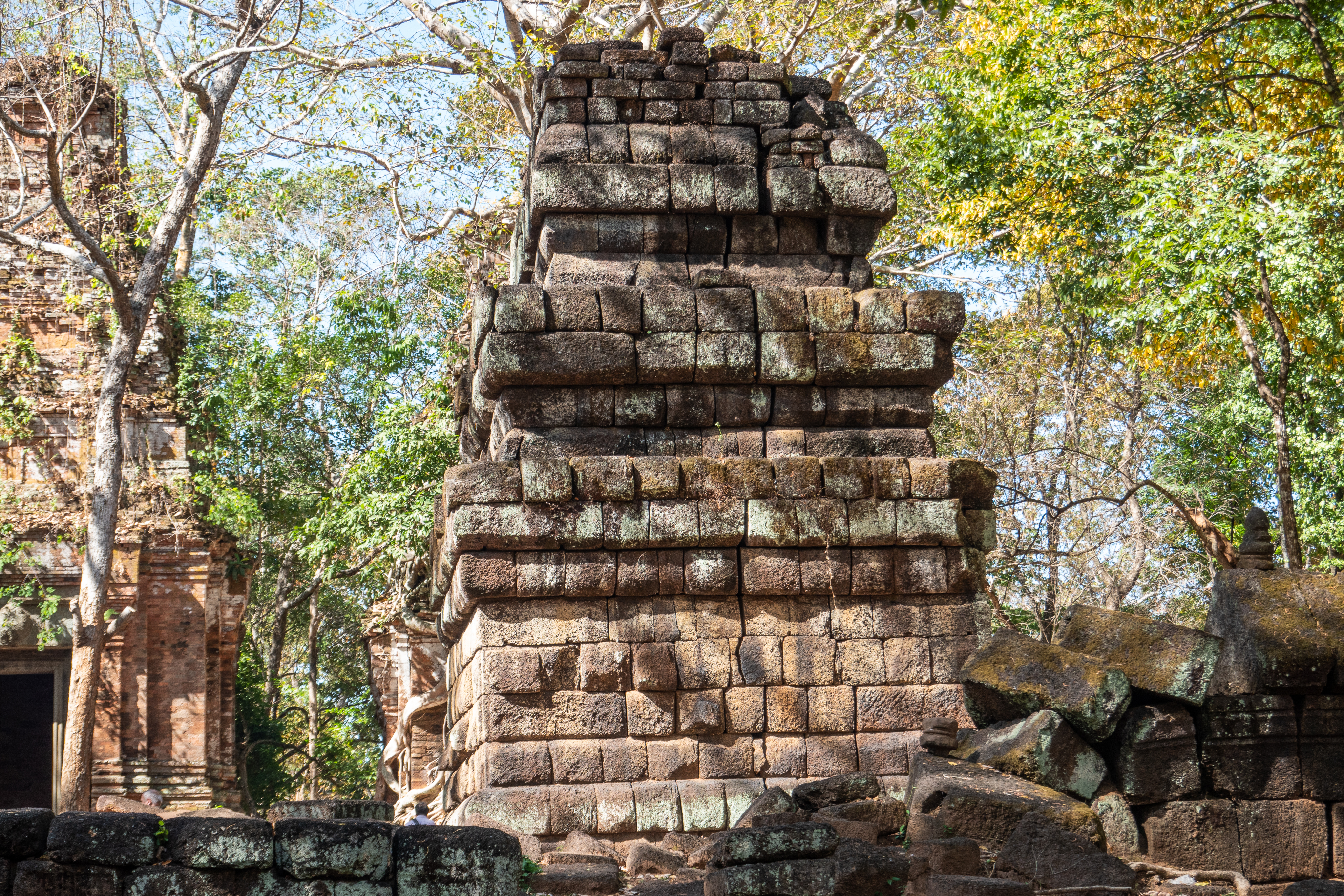
プラサット・プラム北経蔵

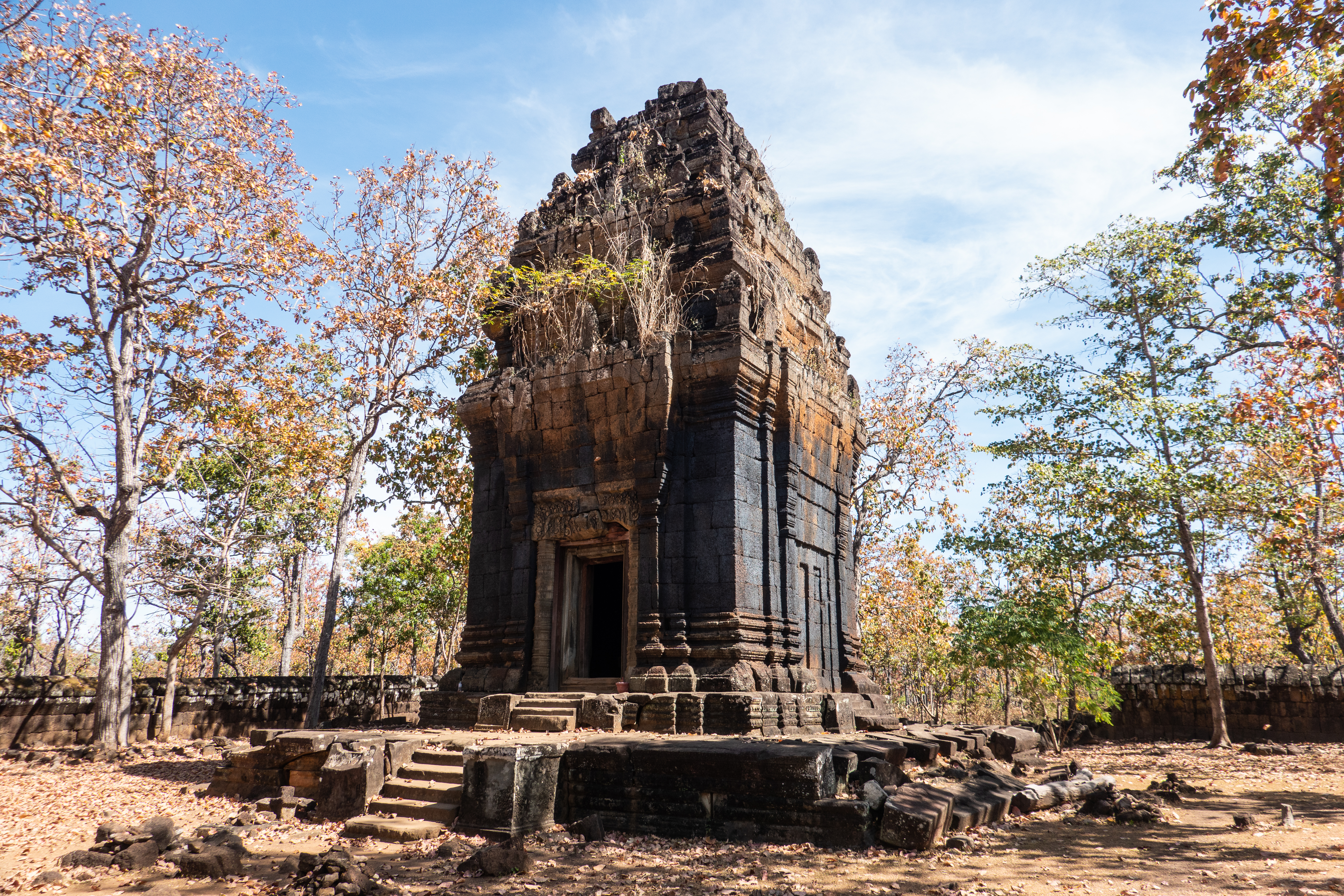
プラサット・ネアン・クマウ
（クメール語: បា្រសាទនាងខ្មៅ, ラテン文字転写: Prasat Neang Khmau〈Khmaw、Khmao〉）
ラテライトによる方形の大きな祠堂が砂岩の基壇上に構築され、ラテライトの周壁に囲まれる。ネアン・クマウは「黒い貴婦人」（英語: Black Lady）の意で、祠堂の表面が黒く変色している。これは森林火災による損傷であろうと捉えられるほか、建設資材の分析によりマンガン酸化物によるものであることが報告されている。西向きで、扉は砂岩の付柱とまぐさ（リンテル）により装飾される。コー・ケーの多くの寺院と同じくシヴァに捧げられ、祠堂内にはリンガの台座（ヨニ）が残存する。
プラサット・バック
（クメール語: បា្រសាទបាក់, ラテン文字転写: Prasat Bak）
砂岩の入口を備えたラテライトによる小寺院であるが、ほとんど崩壊している。バック（バク）は「廃墟（崩れた）」を意味する。一辺5メートルほどの小祠堂で、1960年代までは基台に座るガネーシャ像が中央部に安置されていた。略奪されたガネーシャ像は、アメリカ政府が押収した古遺物に含まれ、2022年に返還が決定した。
プラサット・チェン
（クメール語: បា្រសាទចិន, ラテン文字転写: Prasat Chen）
東向きにラテライトの塔堂3基が基壇上に並び、前方には煉瓦による「経蔵」2基の遺構がある。境内はラテライトの2重の周壁に囲まれ、東西にそれぞれ煉瓦による塔門（ゴープラ）を備えていた。ヴィシュヌに捧げられた寺院であり、プラサット・チェン（「中国のプラサット」）の呼称は、1952年、入口（東塔門）付近で発見されたヴァナラ（サル）王ヴァーリンとスグリーヴァの戦う彫像を誤解したことによる。このヒンドゥー教の叙事詩『ラーマーヤナ』の一場面を描いた彫像は、現在、プノンペン国立博物館に所蔵される。
また、西の塔門に安置されていた叙事詩『マハーバーラタ』の物語を描写するビーマ像とドゥルヨーダナ像、パーンダヴァ像、バララーマ像ならびに東の塔門にあった『ラーマーヤナ』のラーマ立像（胴体）、ハヌマーン像、ラクシュマナ像の1990年までに略奪された一連の彫像が発見され、アメリカからの返還が順次なされている。

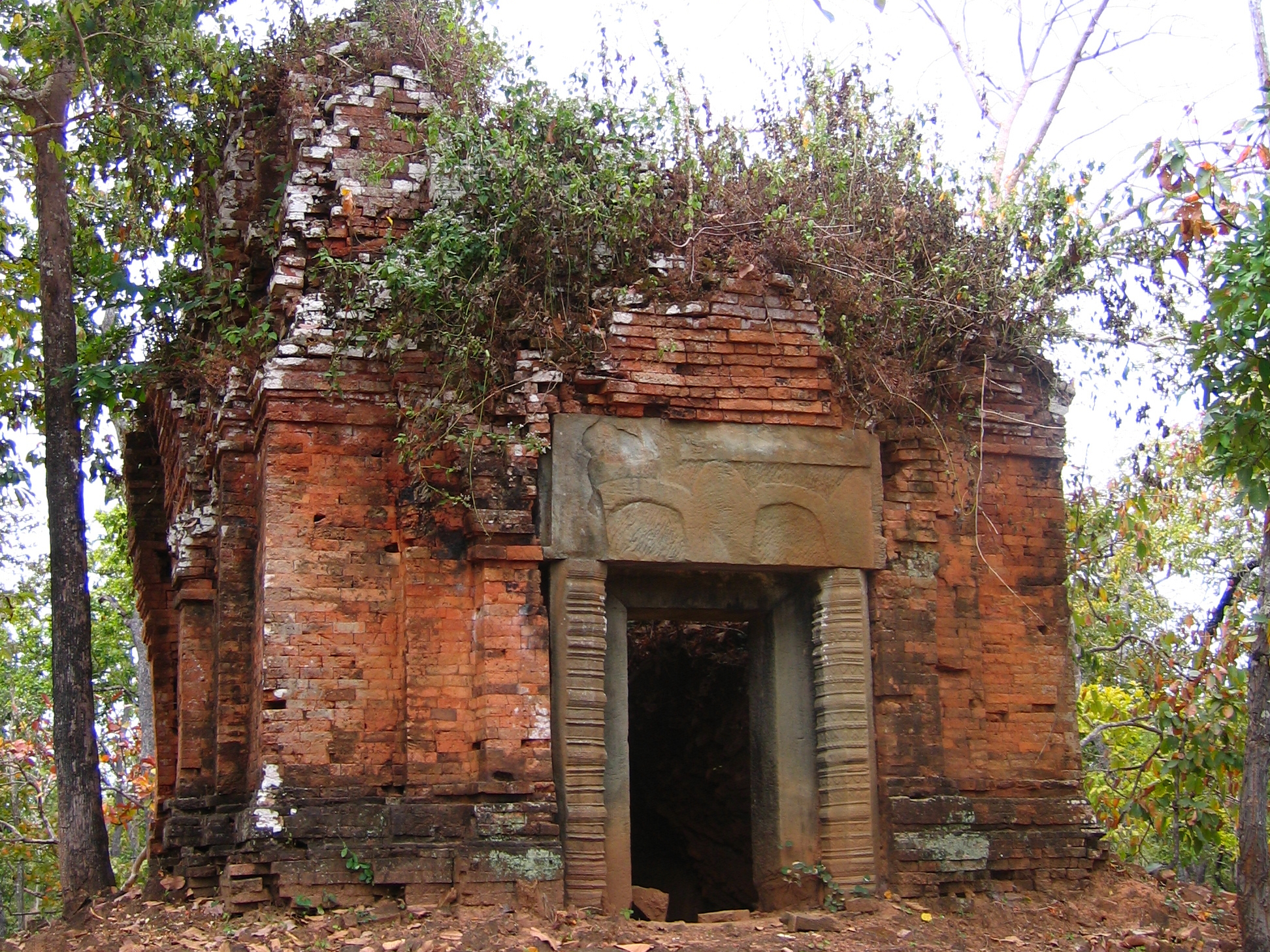
プラサット・アオ・ネアン
（クメール語: ប្រាសាទ ឱបនាង, ラテン文字転写: Prasat Aop Neang〈Aob Neang〉）
貯水池「ラハール」の南約400メートルに位置する。煉瓦の祠堂であり、プラサット・クラハム（Prasat Kraham、「赤いプラサット」）とも称される。東向きの小祠堂で、砂岩による扉枠や付柱の装飾およびまぐさ（リンテル）を備えるが、まぐさ装飾は未完である。
プラサット・クナー
（クメール語: បា្រសាទខ្នារ, ラテン文字転写: Prasat Khnar〈Khna〉、プラサット・ブン・クナー、Prasat Boeng Khnar）
かつては高さ3メートル、幅7メートルとなる台座（ヨニ）上に、高さ7メートル、幅4メートルの巨大リンガがあったといわれる。貯水池「ラハール」の南軸線上に位置し、寺院の南東の角に煉瓦の「経蔵」がある。寺院の東側にはトラペアン・アン・クナー (Trapeang Ang Khnar) という小さな貯水池があり、彫刻が砂岩壁に刻まれる。

### 東部沿線寺院

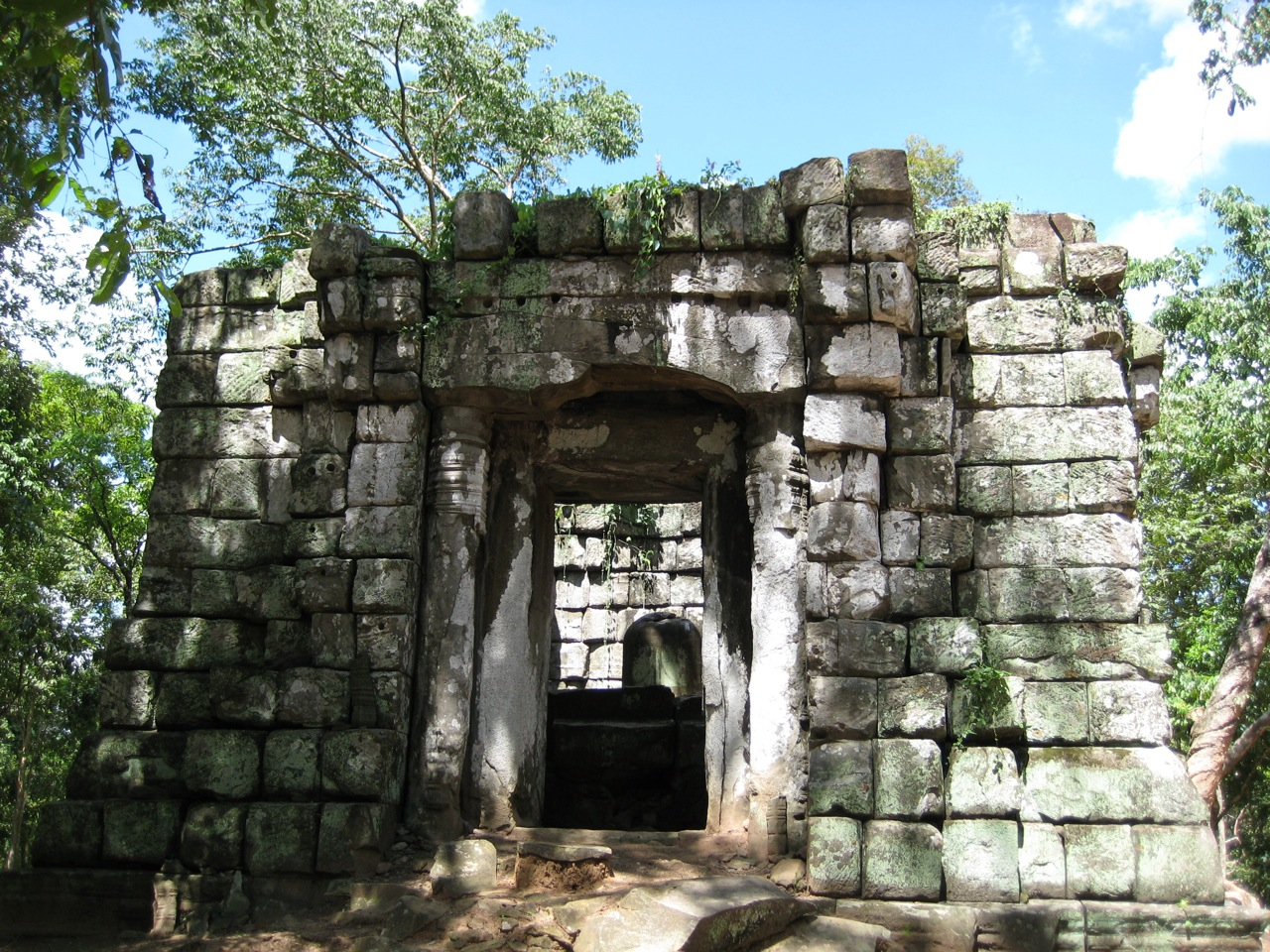
プラサット・リンガ 1
（プラサット・トゥナン）

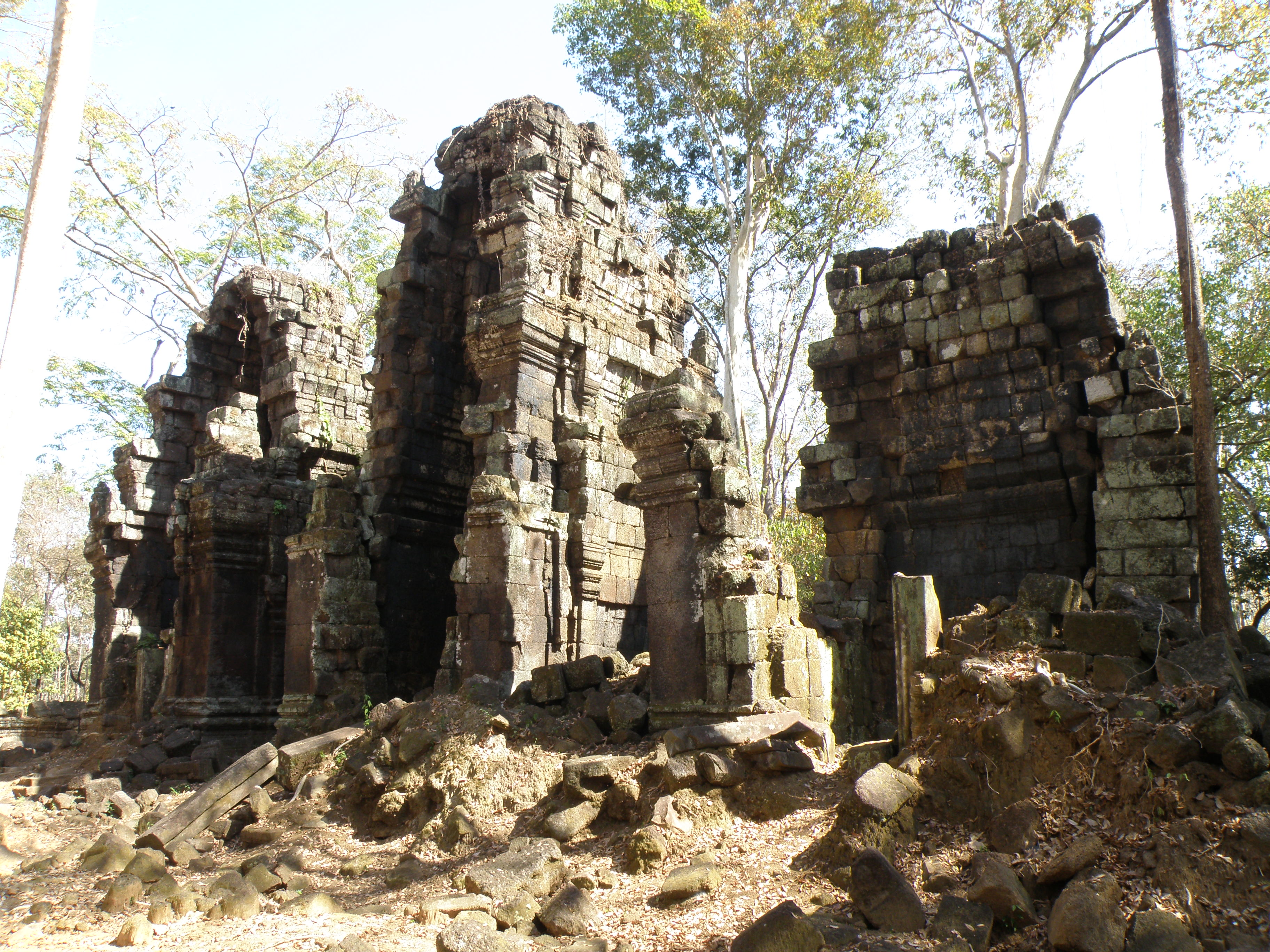
プラサット・チュラップ

プラサット・トゥナン
（クメール語: បា្រសាទថ្នឹង, ラテン文字転写: Prasat Thnoeng〈Thneng〉、プラサット・リンガ 1）
プラサット・バラン・チェン (Prasat Balang Cheung) とも記される。砂岩による正方形の祠堂で、基壇に階段を備え、祠堂内には雄大なリンガがヨニの台座上に祀られる。祠堂の西側に入口があり、北壁面には祠堂内のリンガとヨニ (Linga-yoni) に清められた水を外部に注ぐ吐水口が設けられている。
プラサット・バラン
（クメール語: បា្រសាទបល្ល័ង្ក, ラテン文字転写: Prasat Balang、プラサット・リンガ 2）
プラサット・トゥナンと同様の構成要素による正方形の祠堂で、同じく西方向に入口がある。砂岩の基壇上に構築された祠堂の内部には、ヨニ台座の遺構とともに大リンガが保存される。
プラサット・バラン・トボン
（Prasat Balang Tbong、プラサット・リンガ 3）
祠堂の外壁面は見られないものの、大リンガおよび精細な彫刻が施された台座の遺構が残存する。
プラサット・アンドン・クック
（クメール語: បា្រសាទអណ្តូងគុក, ラテン文字転写: Prasat Andong Kuk、プラサット・リンガ 4）
パルマンティエの記したプラサット G・H・I・K (278-281) のうち G (278) に該当し、名称はアンドン・クックとされる。砂岩による11メートル四方の正方形の祠堂が基壇上に構築されている。祠堂内に大リンガと基台を安置するが、損傷が激しい。西側前方にはラテライトと砂岩によるテラスおよび建物の遺構が認められる。
プラサット・スララウ
（クメール語: បា្រសាទស្រឡៅ, ラテン文字転写: Prasat Sralau）
パルマンティエはアンドン・クック (277) としている。外周壁に塔門（ゴープラ）を備えた境内に、ラテライトの祠堂および「経蔵」の遺構が残存する。後のジャヤーヴァルマン7世が全国各地に設置した「施療院」（アーロギャーシャーラ、Arogyasala）の1つとして、敷地にあった遺構を再利用して建設したものとされる。

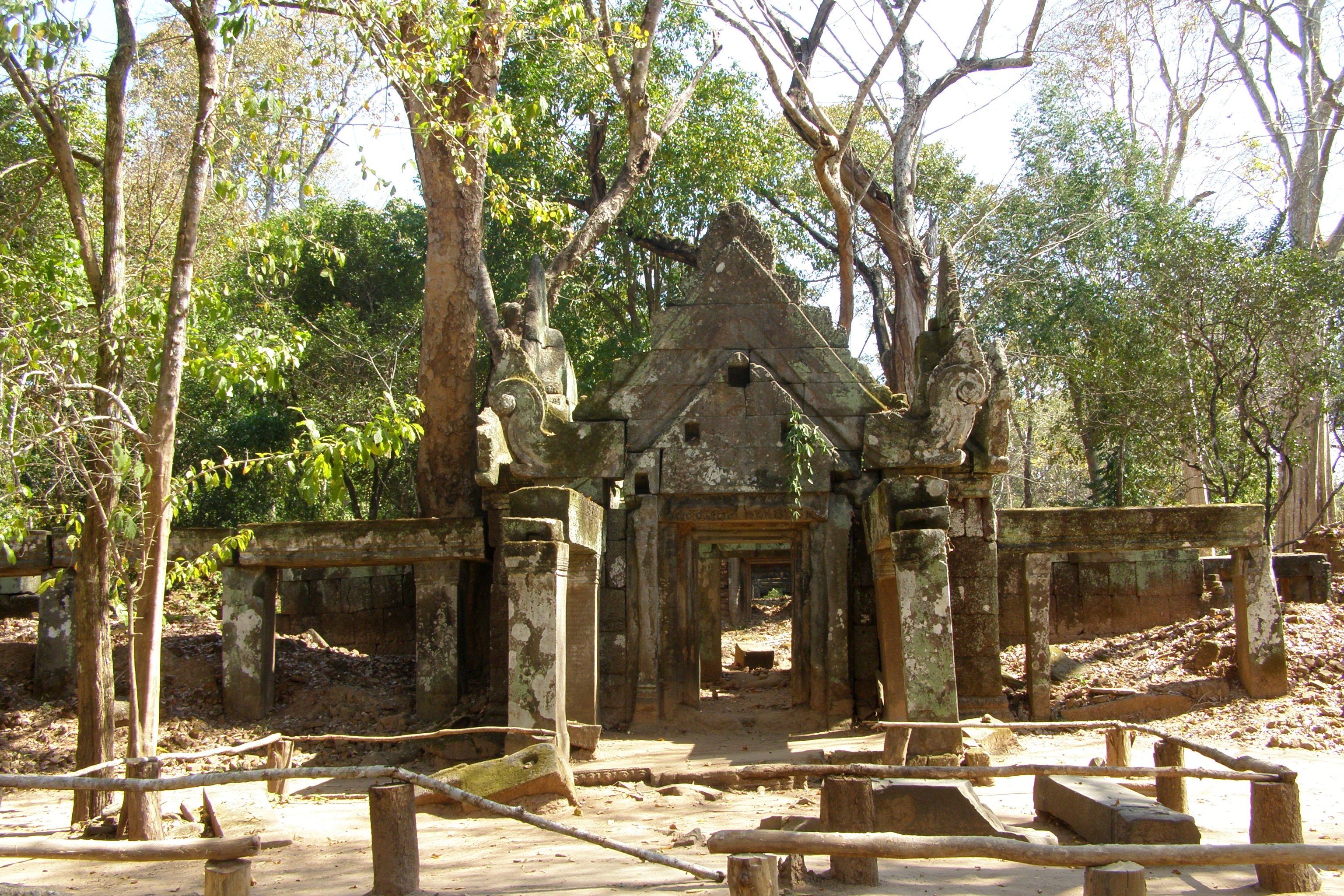
プラサット・クラチャップ
（クメール語: បា្រសាទក្រចាប់, ラテン文字転写: Prasat Krachap〈Kra Chap〉）
煉瓦による5基の方形の祠堂が中央のテラスに構築されていた。すべて西向きで、前房を備えた中央祠堂を囲むように4基の祠堂が配置されるが、かなり崩壊している。東西に塔門（ゴープラ）があり、西正面の塔門は保存状態が良く、破風（ペディメント）装飾にヤマ（閻魔）像が残存する。塔門の壁体部はラテライトにより構築され、翼廊、柱廊玄関（ポルチコ）を備える。扉枠のサンスクリットの碑文により、928年にシヴァ・リンガであるトリブヴァナデーヴァ (Tribhuvanadeva) に捧げられたことが知られる。
プラサット・プラエ・ベン
（クメール語: បា្រសាទផ្លែបេង, ラテン文字転写: Prasat Plae Beng、Prasat Beng）
パルマンティエはプラサット D (275) としている。砂岩のテラスが認められるほか、前方にラテライトによる塔門（ゴープラ）が残存しており、砂岩の装飾要素も見られる。

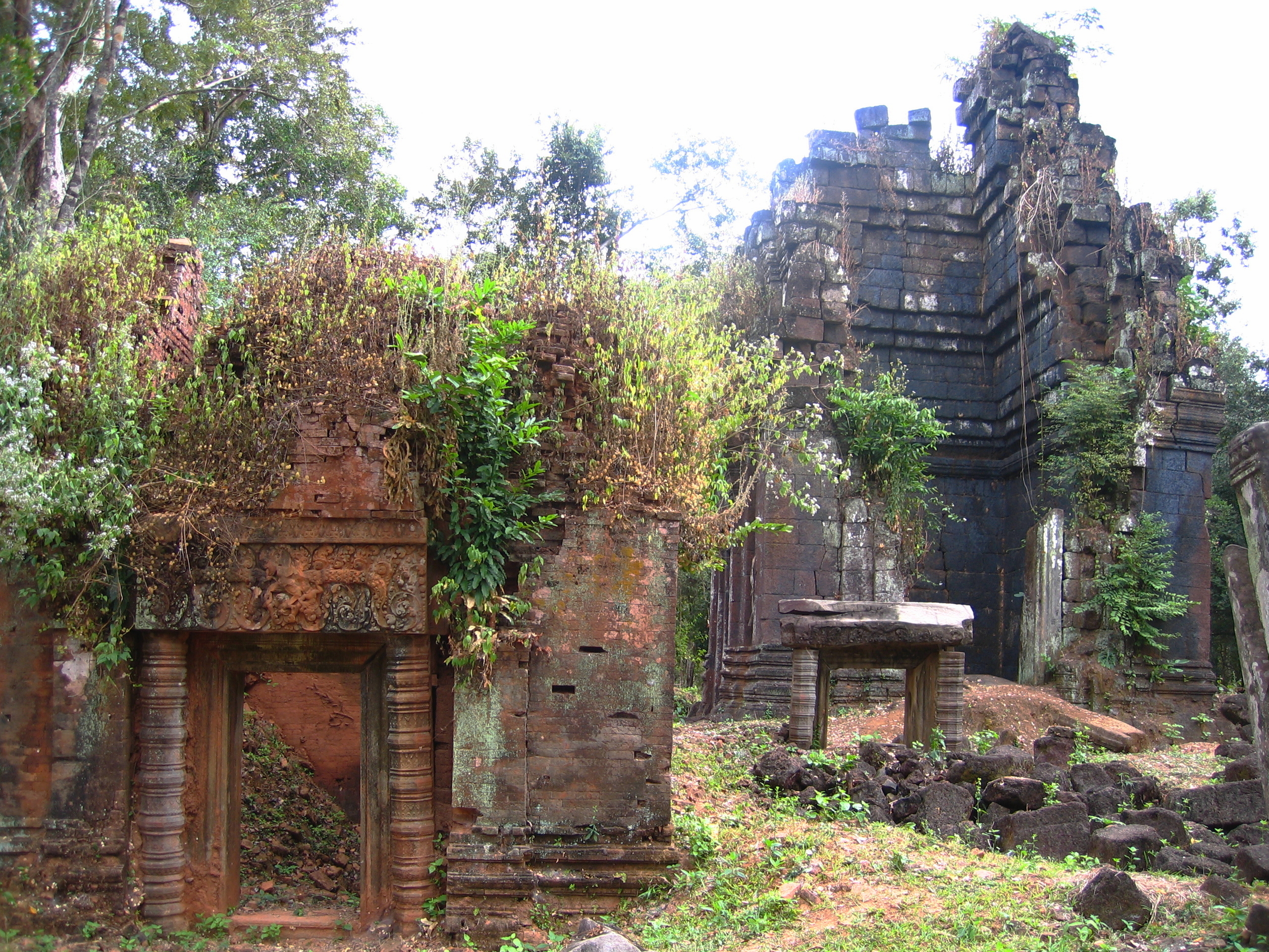
プラサット・バンテアイ・ピー・チュアン
（クメール語: បា្រសាទបន្ទាយពីរជាន់, ラテン文字転写: Prasat Banteay Pir Choan）
ラテライトにより構築された中央祠堂の周りを、煉瓦の小祠堂8基が囲み、西側に「経蔵」2基が配置される。境内はラテライトの2重の周壁に囲まれ、外周壁の東・西ならびに内周壁の西面に十字型の塔門（ゴープラ）が認められる。937年に建立され、ブラフマー（ブラフマー・プラジャーパティシュヴァラ、Brahma Prajapatishvara）に捧げられたものとされる。
プラサット・チュラップ
（クメール語: បា្រសាទច្រាប, ラテン文字転写: Prasat Chrap）
ラテライトによる3基の祠堂からなるが損傷が激しく、とりわけ砂岩で入口が設けられていた西側部分が崩壊している。前方には煉瓦の「経蔵」2基があったが、1基の遺構のみが認められる状態にある。
プラサット・ダムレイ

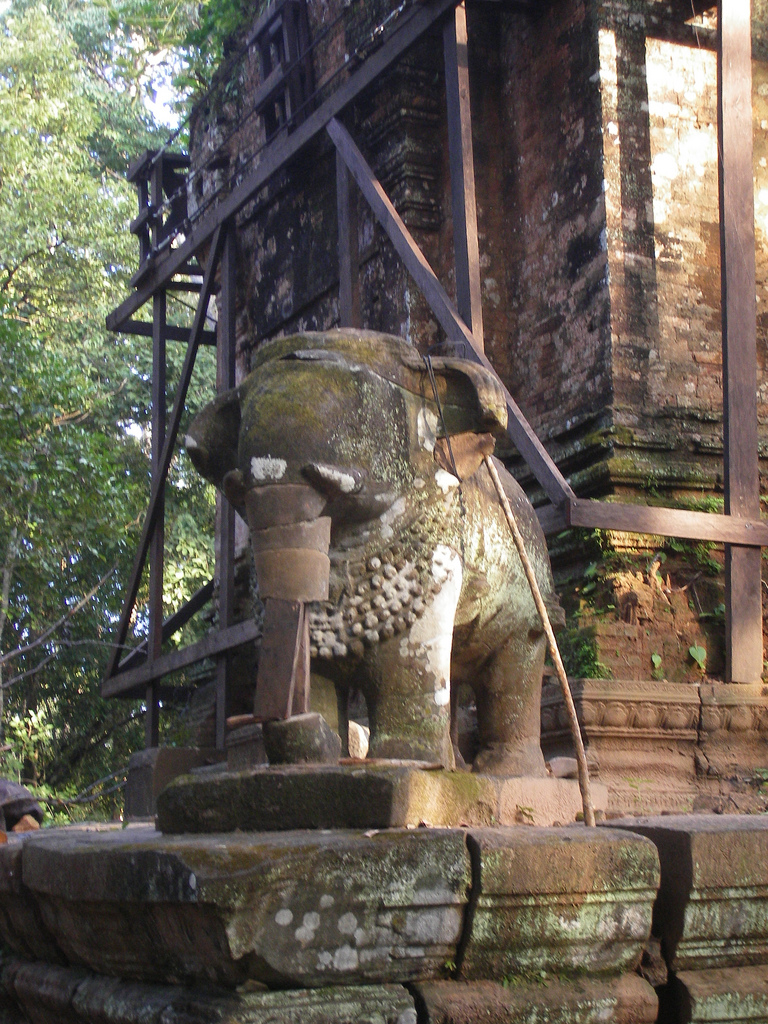
プラサット・ダムレイのゾウの彫像

（クメール語: បា្រសាទដំរី, ラテン文字転写: Prasat Damrei）
ダムレイは、クメール語で「ゾウ」を意味し、基壇の四隅にあった砂岩のゾウの彫像にちなんで名付けられた。また、基壇の四方にある階段の両側には獅子（シンハ）像が配置されていた。この砂岩で構築された高い基壇上に、かつてシヴァ・リンガを祀った煉瓦による中央祠堂が立つ。東向きで、祠堂入口の扉の付柱は八角形に整形され、まぐさ（リンテル）には3つ頭のゾウ（アイラーヴァタ）の上に乗るインドラが描かれる。ラテライトの周壁の東側に煉瓦の塔門（ゴープラ）の遺構が残存する。境内には煉瓦の「経蔵」2基の遺構もあるが損壊が激しい。
プラサット・クトゥム
（クメール語: បា្រសាទខ្ទុំ, ラテン文字転写: Prasat Khtum）
プラサット・ダムレイのすぐ南に位置する。テラスのある砂岩の基壇にラテライトによる正方形の祠堂が構築され、東向きに開いた砂岩の扉枠の付柱に装飾が施される。まぐさにはアイラーヴァタに乗るインドラが認められるものの、かなり劣化している。

## 碑文
コー・ケーからは、9つの寺院遺跡よりサンスクリットおよび古クメール語の碑文73個が発見されている。ジョルジュ・セデスは、『カンボジア碑文集』 (“Inscriptions du Cambodge”) 第1巻（1937年）において、7つの寺院（プラサット・トム、プラサット・アンドン・クック、プラサット・クラチャップ、プラサット・バンテアイ・ピー・チュアン、プラサット・チェン、プラサット・ダムレイ、プラサット・アンドン）からの約70の碑文について記している。また、サヴェロス・ポウは、コー・ケー遺跡における3碑文のクメール語部分を著書 “Nouvelles Inscriptions du Cambodge” 第2・3巻（2001年）に掲載した。そしてクロード・ジャック (Claude Jacques) は、コー・ケーで発見されたほとんどの碑文の新たな翻字・翻訳と検討を行い、“Koh Ker: Temples et Inscriptions”（2014年）を出版した。

## 美術
コー・ケーの美術様式は、クメール美術のなかでもとりわけ重厚かつ力強い躍動感が彫像に見られ、こうした造像表現はアンコール美術の宗教伝統主義に拮抗するものと捉えられる。しかし、こうした彫像を含む各種の遺物が、カンボジア内戦による動乱のなか略奪され、コー・ケー遺跡群内の彫像のほとんどが密売・密輸された。これらは現在、プノンペン国立博物館に保管されるほか、さまざまな博物館に多くの遺物が収蔵される。

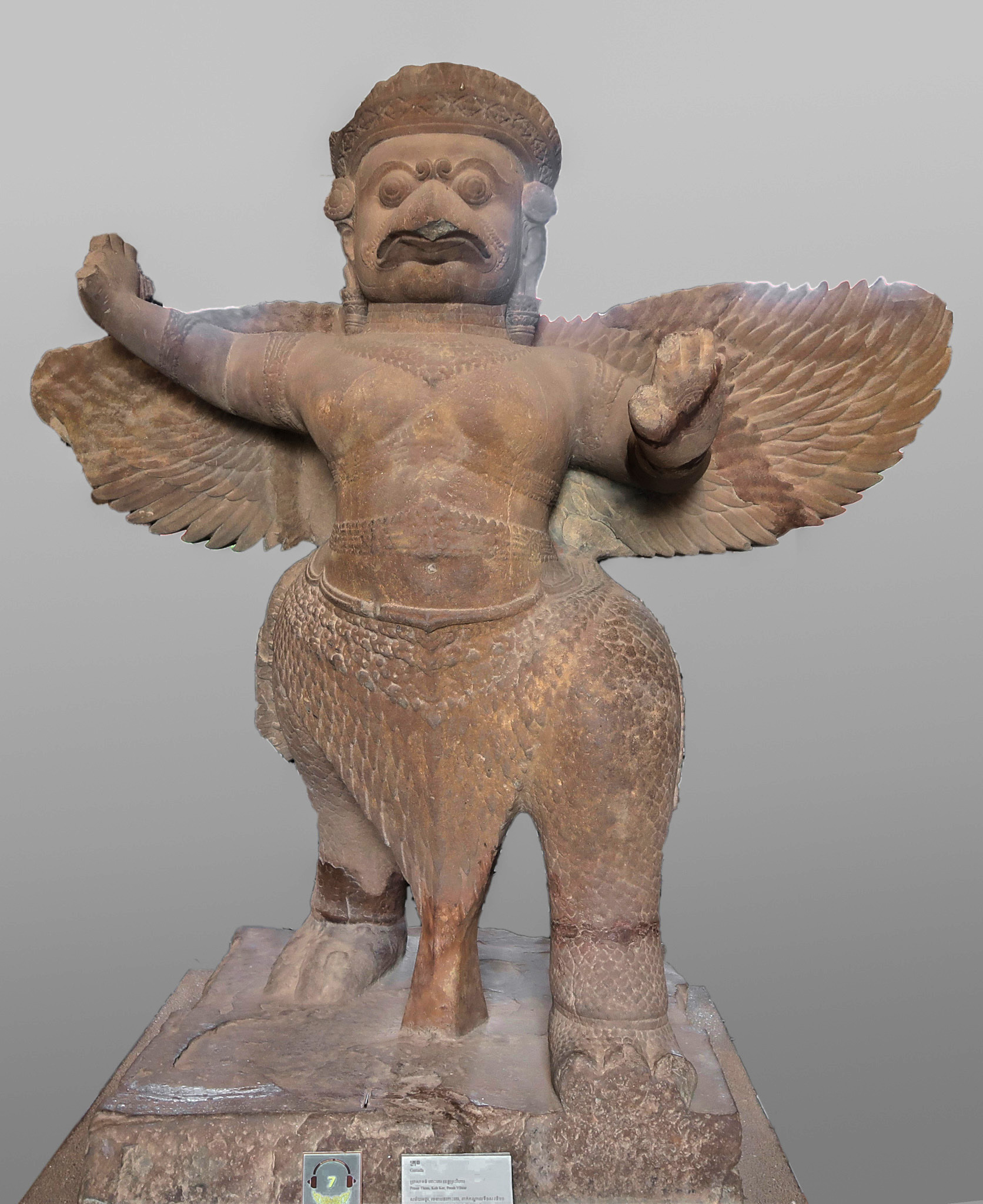
プラサット・トムのガルーダ像（高さ2.16m）プノンペン国立博物館
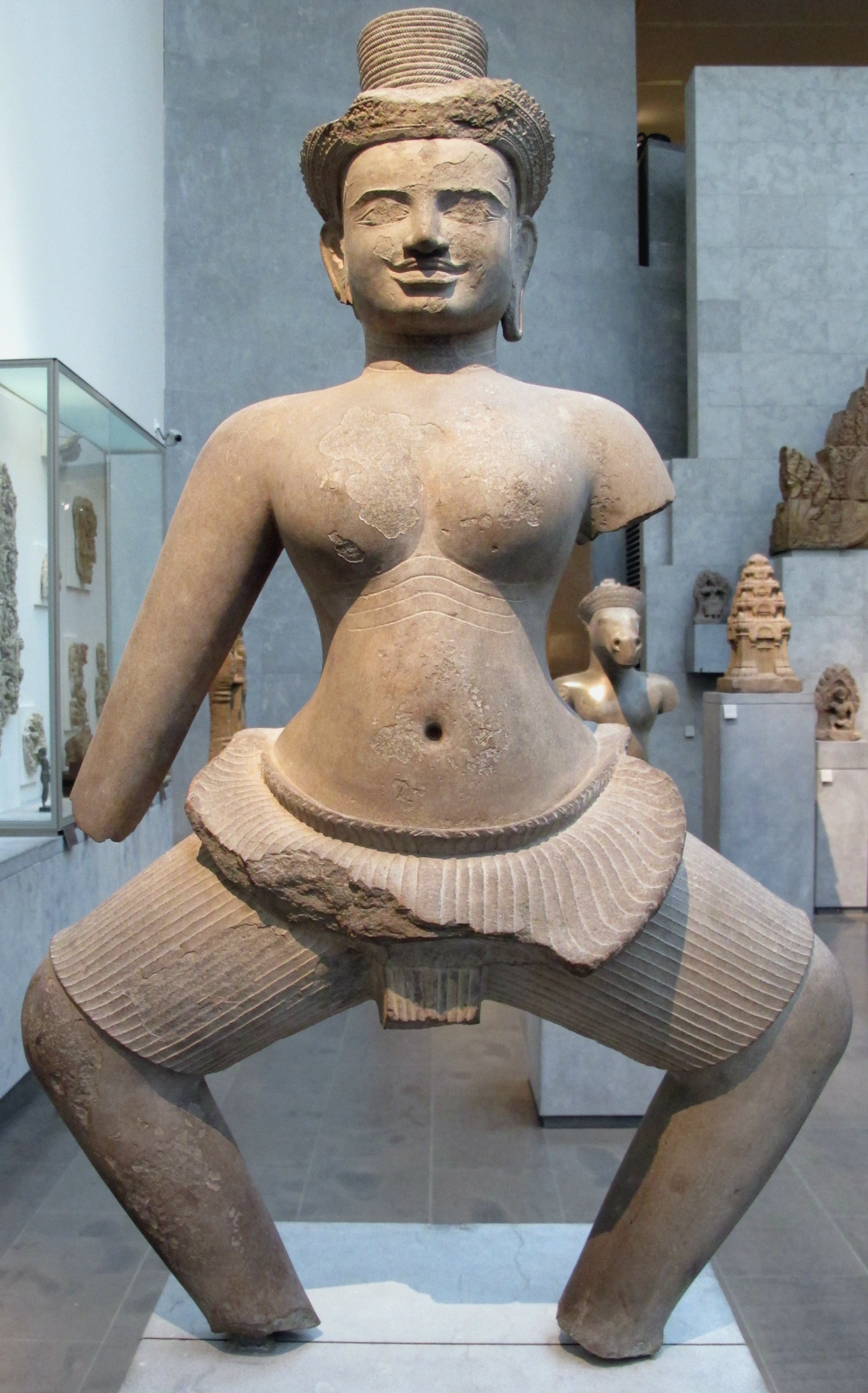
プラサット・クラハムの「踊るウマー像」（高さ1.29m）ギメ東洋美術館
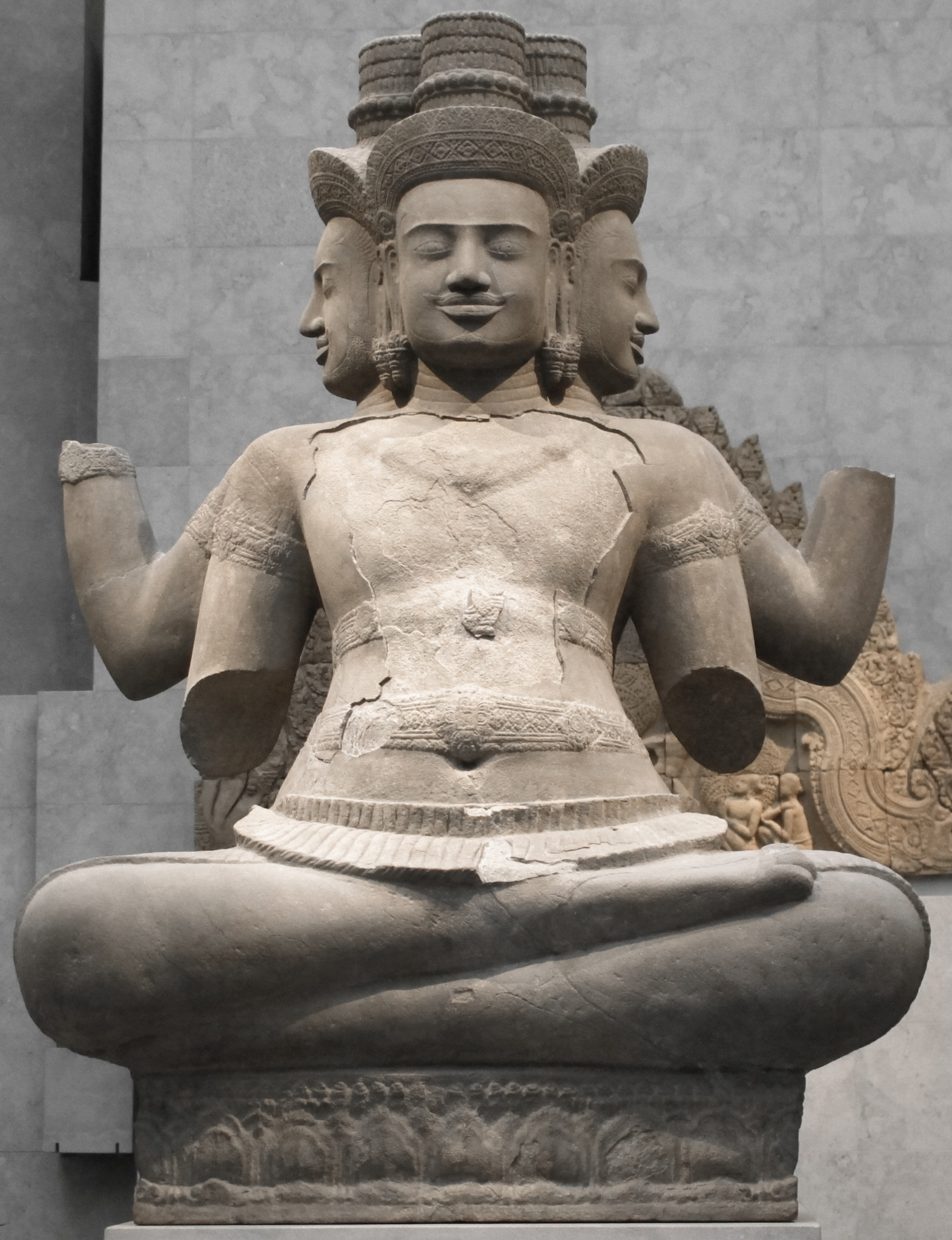
ワット・バセット（クメール語版）（バタンバン州）のコー・ケー様式のブラフマー像（高さ1.47m）ギメ東洋美術館
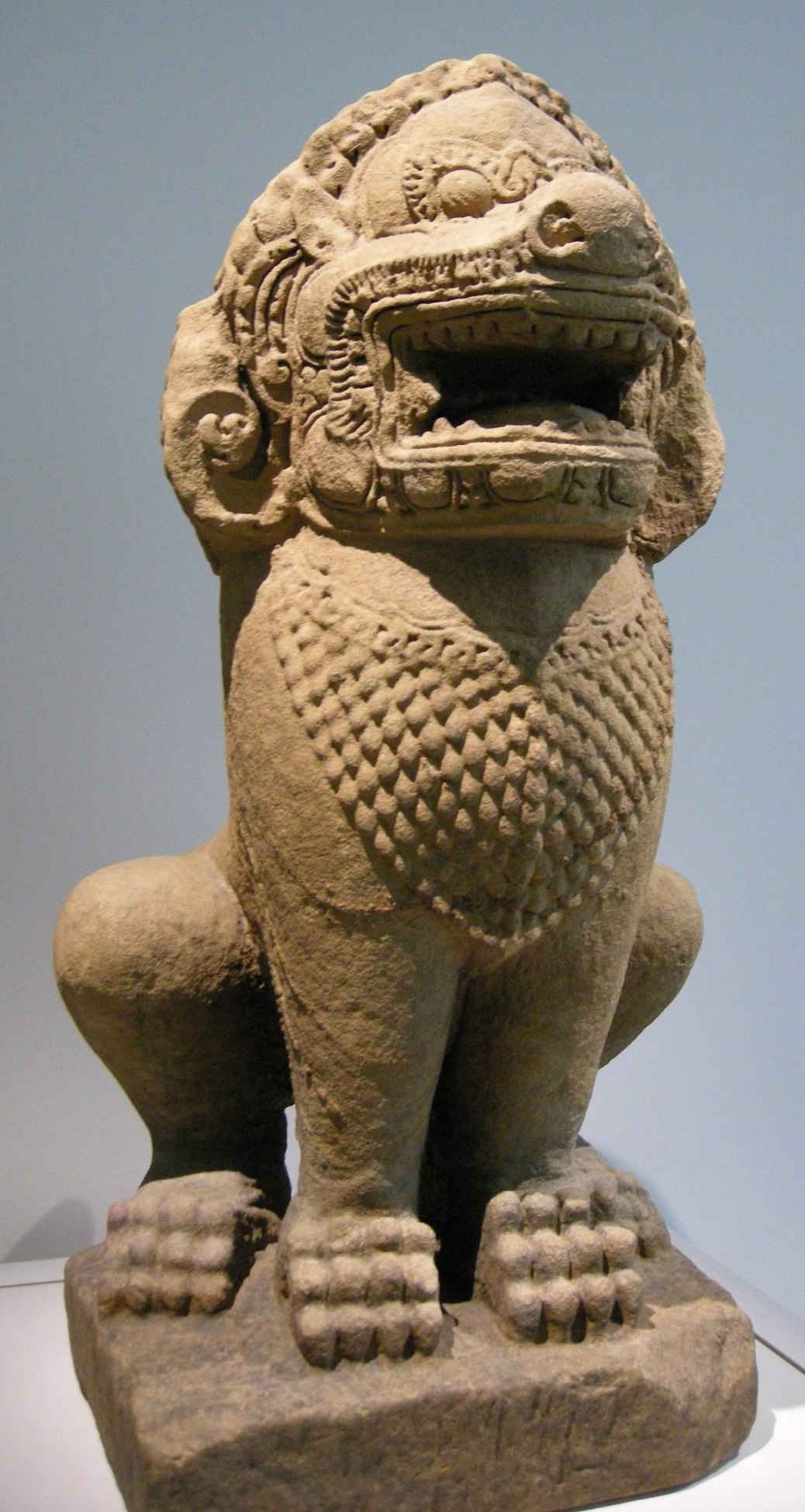
コー・ケー様式の獅子（シンハ）像（高さ0.94m）ニュー・サウス・ウェールズ州立美術館

## 世界遺産

### 登録基準
この世界遺産は世界遺産登録基準のうち、以下の条件を満たし、登録された（以下の基準は世界遺産センター公表の登録基準からの翻訳、引用である）。
- (2) ある期間を通じてまたはある文化圏において、建築、技術、記念碑的芸術、都市計画、景観デザインの発展に関し、人類の価値の重要な交流を示すもの。
- (4) 人類の歴史上重要な時代を例証する建築様式、建築物群、技術の集積または景観の優れた例。